# Kerem Ben Szemen
Kerem Ben Szemen (hebr. כרם בן שמן; ang. Kerem Ben Shemen) – moszaw położony w Samorządzie Regionu Chewel Modi’in, w Dystrykcie Centralnym, w Izraelu.

## Położenie
Moszaw jest położony na wschodnim skraju nadmorskiej równiny Szaron, na stokach niewielkiego wzgórza u podnóża wzgórz Samarii i Judei, w odległości około 19 kilometrów od Morza Śródziemnego. Na południe od moszawu przepływa potok Ajjalon. W jego otoczeniu znajdują się moszawy Kefar Danijjel, Ben Szemen, Chadid i Bet Nechemja, oraz wioska młodzieżowa Ben Szemen.

## Demografia
Liczba mieszkańców Kerem Ben Szemen:

## Historia
Moszaw został założony w 1923 w wyniku oddzielenia części gruntów rolnych od sąsiedniego moszawu Ben Szemen. Podczas I wojny izraelsko-arabskiej doznał on poważnych zniszczeń.

## Kultura
Mieszkańcy moszawu korzystają z usług ośrodka kultury i biblioteki położonych w sąsiednim moszawie Ben Szemen.

## Gospodarka
Lokalna gospodarka opiera się na rolnictwie i uprawach winorośli oraz sadu owocowego.

## Komunikacja
Z moszawu wyjeżdża się na zachód lokalną drogą, którą dojeżdża się do wsi młodzieżowej Ben Szemen i dalej do skrzyżowania z drogą nr 443. Jadąc tą drogą na wschód dojeżdża się do dużego węzła drogowego  autostradą nr 1 i autostradą nr 6, natomiast jadąc na zachód dojeżdża się do moszawów Ben Szemen i Ginnaton, oraz dalej do miasta Lod.